# Alexander Zämelis
Alexander Zämelis (lettisch Aleksandrs Zāmelis (bis 1927; Zāmels), russisch Александр Замелис; * 25. August 1897 Jaun-Vale bei Smiltene, Russisches Reich; † 7. September 1943 Sigulda, Lettland) war ein russisch-lettischer Botaniker. Sein offizielles botanisches Autorenkürzel lautet „Zämelis“.